# Ardhi University
Die Ardhi University ist eine staatlich anerkannte Universität in Daressalam in Tansania. Im Studienjahr 2016/2017 hatte sie 4.140 Studenten.

## Lage
Die Universität Ardhi (ARU) liegt neben der University of Dar es Salaam in der University Road in Daressalam. Das ist im Nordwesten der Stadt, rund 12 Kilometer vom Zentrum entfernt.

## Geschichte
Die Geschichte der Universität Ardhi reicht bis in die Kolonialzeit zurück. Im Jahr 1956 wurde sie als „Survey Training Center“ gegründet, um zertifizierte Landvermesser auszubilden. Nach der Erweiterung und Umbenennung auf den Namen „Ardhi Institute“ wurden die drei Diplomstudiengänge Landesvermessung, Immobilienverwaltung und -bewertung sowie Stadtplanung angeboten. Gemeinsam mit den Niederlanden wurde 1979 das Institut „Centre for Housing Studies“ mit den Kurzstudien Wohnen, Planen und Bauen gegründet. Nach einer Eingliederung als College für Land- und Architekturstudien in die Universität Daressalam 1997 erhielt Ardhi im Jahr 2007 den offiziellen Universitätsstatus.

## Studienangebot
Die Universität Ardhi besteht aus vier Fakultäten:
- Architektur, Bauwirtschaft und Management (SACEM)
- Umweltwissenschaften und -technik (SEST)
- Geowissenschaften, Immobilien, Wirtschaft und Informatik (SERBI)
- Raumplanung und Sozialwissenschaften (SSPSS)

## Lehrer und Studenten
Im Studienjahr 2019/20 arbeiteten 260 akademische Mitarbeiter an der Universität.
Die Studenten verteilten sich folgendermaßen auf die Fakultäten:
| Fakultät | 2015/16  | 2015/16  | 2016/17 | 2016/17 | 2017/18 | 2017/18 | 2018/19 | 2018/19 | 2019/20 | 2019/20 |
| Fakultät | weiblich | männlich | w       | m       | w       | m       | w       | m       | w       | m       |
| -------- | -------- | -------- | ------- | ------- | ------- | ------- | ------- | ------- | ------- | ------- |
| SACEM    | 770      | 399      | 427     | 694     | 401     | 712     | 350     | 653     | 368     | 766     |
| SEST     | 360      | 228      | 259     | 369     | 279     | 389     | 264     | 427     | 345     | 403     |
| SERBI    | 825      | 396      | 475     | 836     | 515     | 874     | 495     | 859     | 590     | 936     |
| SSPSS    | 423      | 370      | 378     | 460     | 398     | 425     | 375     | 445     | 408     | 409     |

## Rangliste
Von EduRank wird die Universität Ardhi als neuntbeste in Tansania, als Nummer 280 in Afrika und 7887 weltweit geführt (Stand 2021).